# Aspazija
Aspazija (nombre de pluma de Elza Pliekšāne, nombre de nacimiento Elza Rozenberga; parroquia de Zaļenieki, 16 de marzo de 1865 - Jurmala, 5 de noviembre de 1943) fue una poeta y dramaturga letona. Aspazija es la transliteración al letón del nombre de Aspasia de Mileto.

## Biografía
Aspazija nació en la parroquia de Zaļenieki, cerca de Jelgava, en 1865. Estudió y se involucró en organizaciones juveniles en su pueblo natal.
Con los años, se fue interesando por la literatura y formó parte de la «Nueva corriente» (en letón: Jaunā strāva), donde conoció a uno de sus líderes, Rainis, editor de un diario, poeta y abogado. La pareja se casó el 1897 y vivieron durante un tiempo en Panevėžys (Lituania). Fueron condenados al exilio por las autoridades rusas desde 1897 hasta 1903 y después se trasladaron a vivir a Suiza desde 1905 hasta 1920. A su retorno a la Letonia independiente después de la Primera Guerra Mundial, tomó parte en el movimiento feminista. Aspazija también se unió al Partido Socialdemócrata Obrero Letón y fue miembro de todas las sesiones de la Saeima desde 1920 a 1934.

## Obra
Los primeros trabajos de Aspazija fueron realistas, pero la mayor parte de su producción es neorromántica. Algunas obras tienen una mirada nostálgica hacia el pasado, por ejemplo, la pieza Vaidelote (un sirviente de los dioses a la mitología lituana), escrita en 1894 y ambientada en el siglo XIV en el Gran Ducado de Lituania.